# 地域医療機能推進機構仙台病院
地域医療機能推進機構仙台病院（ちいきいりょうきのうすいしんきこうせんだいびょういん）は、独立行政法人地域医療機能推進機構が宮城県仙台市泉区紫山二丁目に設置する病院。通称JCHO仙台病院（ジェイコーせんだいびょういん）。2021年（令和3年）5月、青葉区堤町から新築移転した。

## 診療科
（この節の出典）
- 内科（総合診療科・高血圧糖尿病内科）
- 呼吸器科
- 消化器科
- 循環器科
- 小児科
- 外科
- 血管外科
- 整形外科
- 皮膚科
- 泌尿器科
- 産婦人科
- 眼科
- 耳鼻咽喉科
- リハビリテーション科
- 放射線科
- 麻酔科
- 心療内科
- 精神科
- 歯科
- 歯科口腔外科

## 医療機関の指定・認定
（下表の出典）
| 保険医療機関                                   | 生活保護法指定医療機関                   |
| 労災保険指定医療機関                           | 母体保護法指定医の配置されている医療機関 |
| 指定自立支援医療機関（更生医療）               | 地域医療支援病院                         |
| 指定自立支援医療機関（育成医療）               | 臨床研修病院（管理型）                   |
| 指定自立支援医療機関（精神通院医療）           | DPC対象病院                              |
| 身体障害者福祉法指定医の配置されている医療機関 |                                          |

- 救急告示病院（二次救急）[5]
- 第二種感染症指定医療機関[6]
- このほか、各種法令による指定・認定病院であるとともに、各学会の認定施設でもある。

## 交通アクセス
公式サイト「交通のご案内」も参照。
- 仙台駅西口・泉中央駅より宮城交通バス「JCHO仙台病院」停留所下車
- 有料駐車場あり